# Гулистон (джамоат Ёва)
Гулистон (тадж. Гулистон) — село в Гафуровского районе Согдийской области Республики Таджикистан. Входит в состав джамоата (сельской общины) Ёва района Гафуровского района.
Находится на расстоянии 12 км от райцентра (пгт. Гафуров) и 3 км до центра общины (с. Кучаи Калон).
Население — 919 чел. (2017).